# Isops apiarum
Isops apiarum är en svampdjursart som först beskrevs av Schmidt 1870.  Isops apiarum ingår i släktet Isops och familjen Geodiidae.
Artens utbredningsområde är Florida. Inga underarter finns listade i Catalogue of Life.